# Which Shall It Be?
Which Shall It Be? er en amerikansk stumfilm fra 1924 instrueret af Renaud Hoffman.

## Medvirkende
- Willis Marks som John Moore
- Ethel Wales som Mrs. Moore
- David Torrence som Robert Moore
- Paul Weigel
- Mary McLain
- Billy Boudwin
- Newton House
- Miriam Bellah